# ジュリア・ボンド
ジュリア・ボンド（Julia Bond、1987年2月26日 - ）は米国のポルノ女優。

## 略歴
カリフォルニア州ロングビーチ出身で、18歳になった2005年にポルノ映画産業の世界へ。同年夏に発売された多くのDVDのカバーに登場したことから業界では「ボックスカバーの女王」とのあだ名がついた。
ボンドは元々36Aだった胸を豊胸手術によって36Cに増大させており、またその上には、（ラッパー・イヴのものとよく似た）アライグマの足跡をかたどったタトゥーを施している。体のタトゥーはこれ以外にもいくつかあり、最近では背中下方に「Daddy's Little Girl」という文字を施したという。彼女の体の特徴としてはこのほか、唇ピアス・乳首ピアスが挙げられる。
2005年7月に、ボンドはFree Speech Coalitionが開催したイベントの席でPorn Valley Newsのインタビューに応じ、自身の望みはポルノ男優・ロン・ジェレミーとのセックスだと答えた。
2005年5月18日の『ザ・トゥナイト・ショー・ウィズ・ジェイ・レノ』では「ジェイウォーキング」コーナーにおいてジェイ・レノのインタビューを受けた。これまでにヌードになったことはあるかと聞かれたボンドは、アダルト雑誌のセンターフォールドの仕事をしたことがあると返した。同じく2005年、ボンドはDJ Bijalと共同で「Sex Sells」というタイトルの、ポルノ要素を盛り込んだミックステープをリリースしている。
2006年7月26日にはトーク番組『ジェリー・スプリンガー・ショー』に出演し、この一年間で「45から50本」のポルノ映画に出演していたことを母親に告白した。

## 註
1. ↑  http://www.juliabond.com/bio.html
2. ↑  http://www.sohh.com/articles/article.php/7306
3. ↑  http://www.pornstarclassics.co.uk/juliabond.html#jerry_springer